# Annie Perreault
Annie Perreault (* 28. Juli 1971 in Windsor, Québec) ist eine ehemalige kanadische Shorttrackerin. Sie wurde 1998 Olympiasiegerin über 500 Meter. Zuvor hatte sie bereits mit der Staffel 1992 olympisches Gold sowie zwischen 1990 und 1997 vier Weltmeistertitel gewonnen. Im Lauf ihrer Karriere erlitt Perreault mehrere schwere Verletzungen, nach denen sie stets ins Nationalteam zurückkehrte. Sie beendete ihre Laufbahn im Sommer 2003. Seit 2016 gehört sie der Hall of Fame des kanadischen Sports an.

## Werdegang
Annie Perreault begann in ihrer Kindheit mit dem Eislaufen. Ihre älteren Geschwister Sylvain und Maryse waren ebenfalls auf der Eisbahn aktiv, Maryse Perreault wurde 1982 Shorttrack-Weltmeisterin im Mehrkampf. Die Geschwister trainierten in Sherbrooke nahe ihrem Heimatort Rock Forest. 1987 gewann Annie Perreault drei Goldmedaillen bei den Canada Games. Ihren ersten internationalen Titel errang sie 1990 als Teil der kanadischen 3000-Meter-Staffel bei den Weltmeisterschaften in Amsterdam. Bis 1997 wurde Perreault insgesamt viermalige Staffelweltmeisterin und gewann zudem an der Seite von Sylvie Daigle, Nathalie Lambert und Angela Cutrone olympisches Staffelgold 1992 in Albertville. Im dortigen 500-Meter-Rennen – dem einzigen Einzelwettbewerb bei der Shorttrack-Olympiapremiere – schied sie im Viertelfinale aus und belegte Rang 16. Die Teilnahme an den Winterspielen 1994 in Lillehammer verpasste sie wegen einer schweren Gehirnerschütterung, die sie sich bei der kanadischen Olympiaausscheidung zugezogen hatte.
In der zweiten Hälfte der 1990er-Jahre erreichte Perreault neben ihren Staffelerfolgen mehrere vordere Einzel-Ergebnisse bei Weltmeisterschaften: 1996 und 1998 wurde sie jeweils Zweite über 500 Meter und belegte den sechsten Platz in der für die Medaillenvergabe relevanten Mehrkampfwertung. Fünf Monate vor den Olympischen Winterspielen 1998 in Nagano unterzog sie sich wegen eines Kompartmentsyndroms an beiden Schienbeinen einer Operation. Betreut von ihrer Schwester Maryse nahm sie das Training wieder auf und gewann in Nagano vor Yang Yang (S) die Goldmedaille über 500 Meter, nachdem mit Isabelle Charest und Wang Chunlu zwei ihrer drei Finalgegnerinnen gestürzt waren. Zusätzlich zu ihrem 500-Meter-Olympiasieg holte Perreault die olympische Bronzemedaille mit der kanadischen Staffel. Sie wurde als Québecs Sportlerin des Jahres 1998 ausgezeichnet.
Beim Weltcuprennen in Nobeyama im Dezember 2000 stürzte Perreault schwer. Der Schlittschuh einer Kontrahentin riss eine Wunde in ihren Oberschenkel und beschädigte drei Muskeln. Nach der Operation fiel sie für mehrere Monate aus. Im November 2001 qualifizierte sie sich bei der nationalen Olympiaausscheidung als Staffelersatzläuferin für die Winterspiele 2002 in Salt Lake City, bei denen sie nicht zum Einsatz kam. Perreault beendete ihre sportliche Laufbahn im August 2003 nach 16 Jahren im kanadischen Nationalteam. Anschließend arbeitete sie wieder als Buchhalterin, nachdem sie den Beruf zwischenzeitlich aufgegeben hatte, um sich auf das Training zu konzentrieren. Laut einem Bericht aus dem Jahr 2009 ist sie Mutter eines Sohnes und zweier Töchter.

## Öffentliches Bild und Würdigung
Jean Dupré, der Direktor des nationalen Eisschnelllaufverbandes Speed Skating Canada, würdigte anlässlich von Perreaults Rücktritt insbesondere ihre Entschlossenheit und Ausdauer, die sie zu einem Vorbild für jüngere Athleten gemacht hätten. Der Sportreporter James Christie von The Globe and Mail sah mit Bezug auf ihre Comebacks nach Verletzungspausen „good, old-fashioned stubbornness“ (auf Deutsch etwa: „gute, altmodische Sturheit“) als Perreaults Schlüssel zum Erfolg. Anders als einige ihrer Teamkolleginnen habe sie sich zudem auf bemerkenswerte Weise aus dem Scheinwerferlicht herausgehalten und dafür bei gemeinsamen Erfolgen vergleichsweise wenig Aufmerksamkeit erhalten. Perreault selbst – die anders als der Rest des Teams nicht in Montreal lebte, sondern über ihre gesamte Karriere in Sherbrooke blieb – erklärte diesbezüglich, sie habe wegen ihrer zurückhaltenden Art zwar Probleme gehabt, Sponsoren zu finden, sei aber insgesamt mit dem Verlauf ihrer Karriere zufrieden. 2016 wurde sie in die Hall of Fame des kanadischen Sports aufgenommen.